# Puerto Varas (ort)
Puerto Varas är en ort i Chile.   Den ligger i provinsen Provincia de Llanquihue och regionen Región de Los Lagos, i den södra delen av landet, 900 km söder om huvudstaden Santiago de Chile. Puerto Varas ligger 60 meter över havet och antalet invånare är 24 958. Den ligger vid sjön Lago de Llanquihue.
Terrängen runt Puerto Varas är huvudsakligen platt. Puerto Varas ligger nere i en dal. Runt Puerto Varas är det ganska tätbefolkat, med 96 invånare per kvadratkilometer.. Närmaste större samhälle är Puerto Montt, 16,6 km söder om Puerto Varas.
Trakten runt Puerto Varas består i huvudsak av gräsmarker.